# Râul Buzoel
Râul Buzoel este un curs de apă, afluent al râului Ghergheasa.